# Samtgemeinde Horneburg
La Samtgemeinde Horneburg est une Samtgemeinde, c'est-à-dire une forme d'intercommunalité de Basse-Saxe, de l'arrondissement de Stade, au nord de l'Allemagne. Elle regroupe cinq municipalités.
Ces cinq municipalités sont : Agathenburg, Bliedersdorf, Dollern, Horneburg et Nottensdorf.

## Source
- (de) Cet article est partiellement ou en totalité issu de l’article de Wikipédia en allemand intitulé « Samtgemeinde Horneburg » (voir la liste des auteurs).